# دغالی
دغالی (به عربی: الدغالی) یک روستا در سوریه است که در ناحیه مرکزی جسر الشغور واقع شده‌است. دغالی ۴۴۲ نفر جمعیت دارد.